# Lindenfeld, Caraș-Severin
Lindenfeld (în traducere „Câmpul cu Tei”) (maghiară Karánberek) este un sat în comuna Buchin din județul Caraș-Severin, Banat, România.
Este depopulat din 1998, odată cu moartea ultimului său locuitor, Paul Schwarzenbeck/Schwirzenbeck.

## Localizare

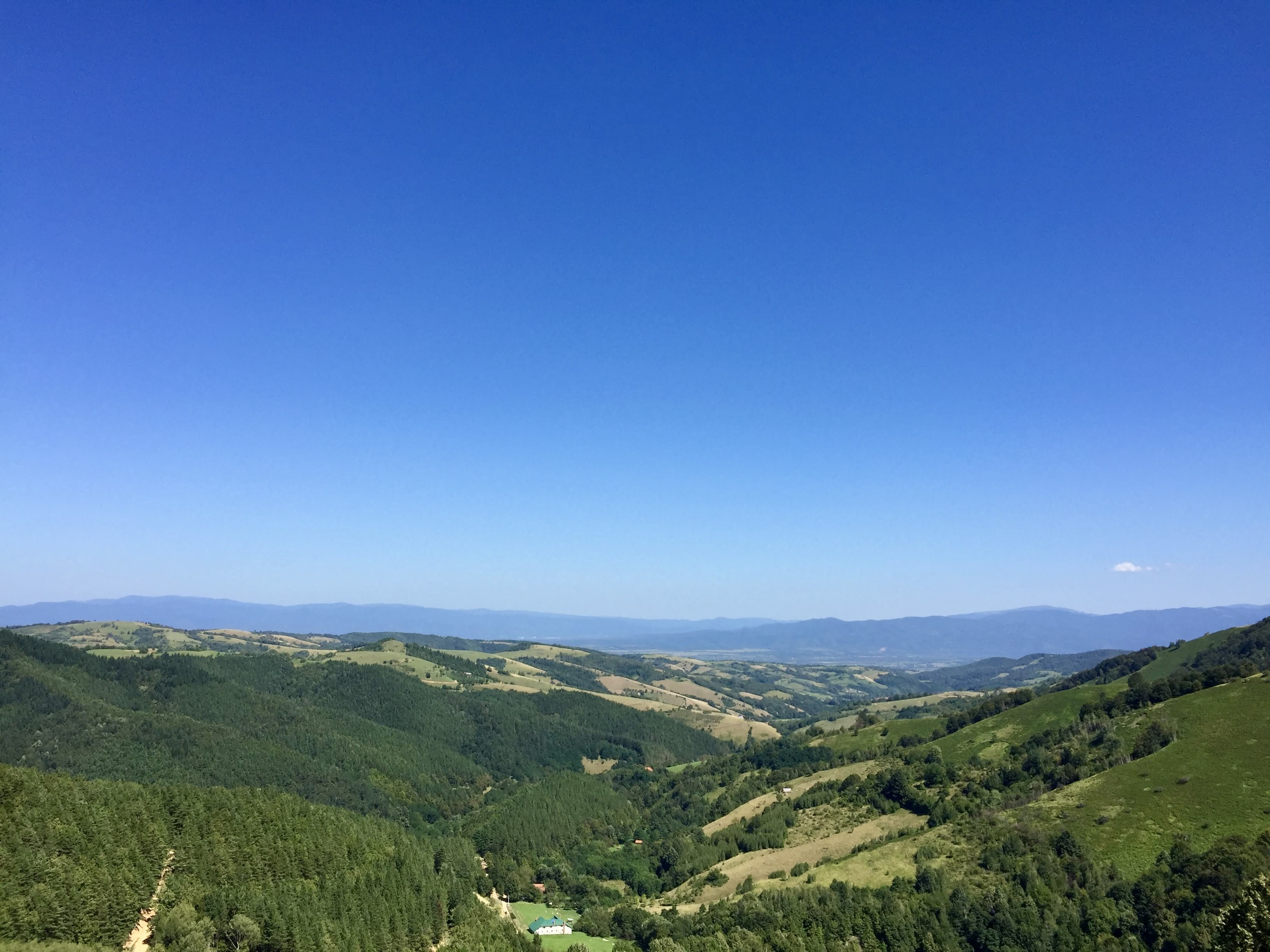
Vedere din satul Lindenfeld în direcția satului Poiana.

Lindenfeld este situat la o altitudine de 788 de metri, în Munții Banatului, mai precis în Munții Semenic, în valea vârfului Cracu Teiului (germana  Lindenkamm). Până la Lindenfeld nu a fost construit niciodată un drum accesibil, distanța până în cea mai apropiată localitate, Poiana, fiind de 7 kilometri.

## Istoric

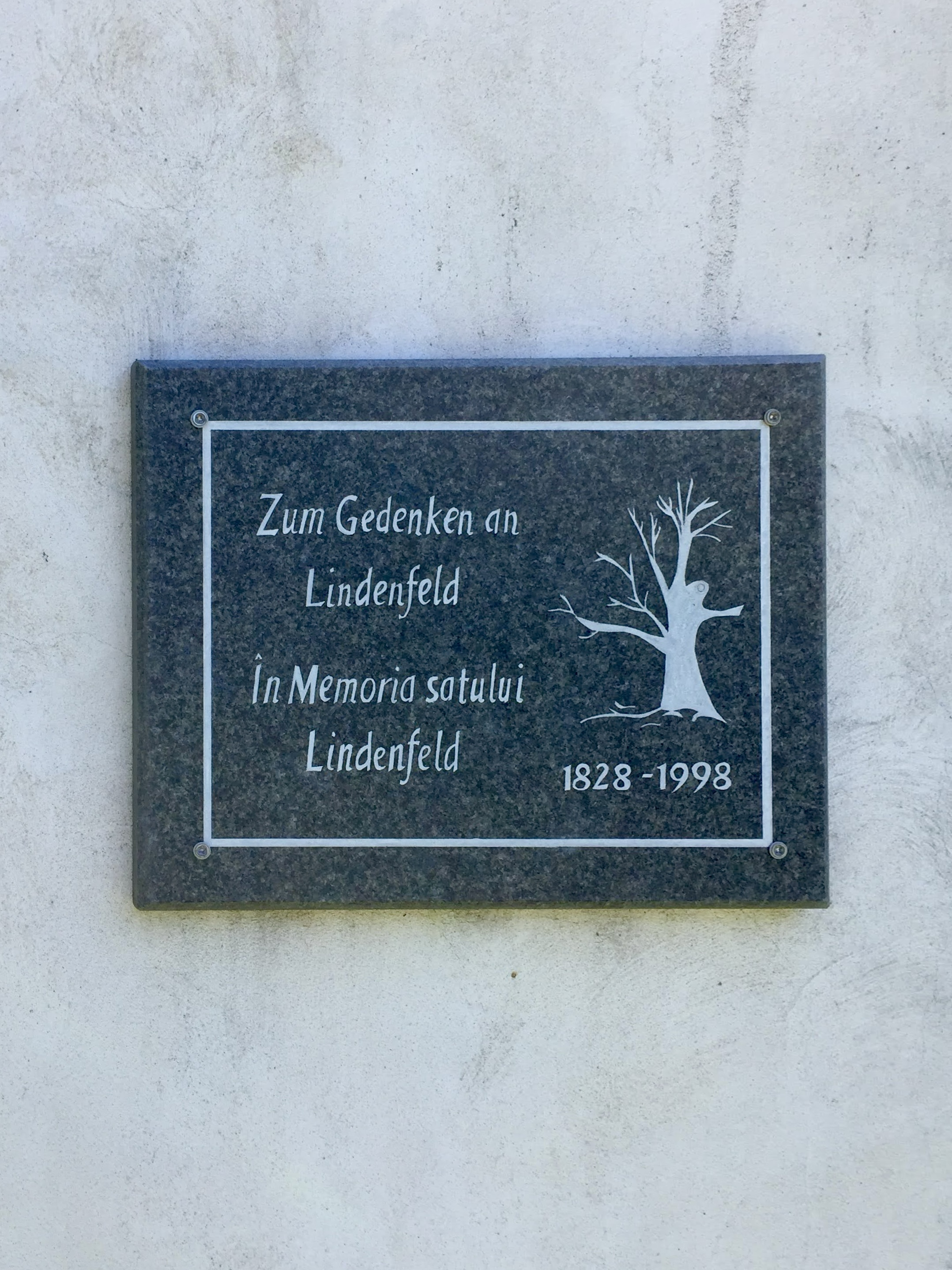
Placuța comemorativă de pe biserica catolica din Lindenfeld în 2020.

Lindenfeld a fost întemeiat în anul 1828 de către coloniști germani veniți din Boemia împreună cu localitățile Gărâna, Brebu Nou și Wolfswiese, dar și cu localitățile colonizate de cehi care includeau Bigăr, Eibenthal, Frauenwiese, Ravensca, Șumița, Jupalnic, Poneasca și Gârnic. Un alt sat care trebuia sa fie colonizat in acea perioada a fost Weidenheim, amplasat in apropiere de Brebu Nou, către Slatina-Timiș. Autoritățile au investit 5670 de florini, construind 65 de căsuțe din lemn pentru 140 de familii de coloniști germani și cehi, localitatea rămânând nepopulată din cauza condițiilor de trai inadecvate.
Întâii coloniști au fost recrutați în perioada 1827-28 pentru apărarea Banatului împotriva turcilor pe linia de comandă a graniței militare bănăteană. Primele 56 de familii boeme, cu care urma să se stabilească cinci localităti, au ajuns în toamna târzie din 1827 la Slatina-Timiș. Aici au iernat în casele de frontieră ale Regimentului de granită valaho-ilir nr. 13. Al doilea val, care a constat din 506 de familii, a sosit în primăvara anului 1828.
Lindenfeld a fost întemeiat în toamna anului 1828 cu 36 de familii, dar, după o scurtă perioadă de timp, au existat o mulțime de nemulțumiri în această așezare. Pentru construirea caselor lor, coloniștii au trebuit mai întâi să taie copacii necesari, pentru pământul promis padurea trebuia tăiată, autoritățile militare nu își ofereau sprijinul, iar climatul era aspru. Astfel, în toamna anului 1833, toate așezările nou așezate au fost abandonate. Germanii aveau de ales fie să se întoarcă în Boemia, fie să se stabilească într-un alt loc în Imperiul Austriac. 268 de familii s-au stabilit în principal în: Lugoj, Bacova, Darova, Recaș, Măureni, Liebling, Nițchidorf, Ciacova și Jimbolia. În același an, 18 familii din Wolfswiese s-au mutat în casele abandonate din Lindenfeld. Din primele 36 de familii, niciuna nu a mai revenit în Lindenfeld, acesta fiind motivul pentru care locuitorii Lindenfeldului sărbătoreau anul 1833 ca an de fondare al localității lor.
În 1878, Frigyes Pesty descria localitatea astfel:
„Lindenfeld, situat sub Caransebeș, la sud-vest de Poiana, la marginea comitatul Caraș. Acest sat a fost colonizat în anul 1827, dar cehii aduși aici s-au mutat în altă parte în anul 1833, iar locurile lor au fost ocupate de locuitorii din Wolfswiese, care s-a desființat tot în anul 1833 și a fost înființat în același timp cu Lindenfeld. Locuitorii vorbesc limba germană și sunt de religie romano-catolică. Deoarece nu au biserică proprie, sunt integrați în parohia din Caransebeș. Cu bani strânși din donații generoase, s-a construit aici în anul 1857 o capelă, în care preotul paroh din Caransebeș ține slujbe religioase atunci când vizitează așezarea. Populația Lindenfeldului în anul 1858 era de 148 de persoane, care însă se adaptează cu dificultate la climatul de aici. Dicționarul localităților menționează 182 de locuitori. Mica așezare are o suprafață de 3293 de iugăre și 1466 de stânjeni; și este formată doar din 22 de case. Satul este înconjurat de păduri aparținând statului, iar numele său provine de la teiul care se găsește frecvent în zonă. A aparținut Regimentului din Caransebeș, iar acum este unul dintre satele districtului pretorului din Caransebeș.”—Frigyes Pesty - A Szörényi bánság és Szörény vármegye története, vol. II
Până în 1960 Lindenfeld avea propria structură a satului, cu școală, casă comunitară, propria electricitate și alimentare cu apă. În cele din urmă, locuitorii s-au mutat în Caransebeș, Buchin sau Brebu Nou.

## Demografie
Până a fi depopulat, Lindenfeld a fost întotdeauna locuit de către etnici germani.

## Galerie

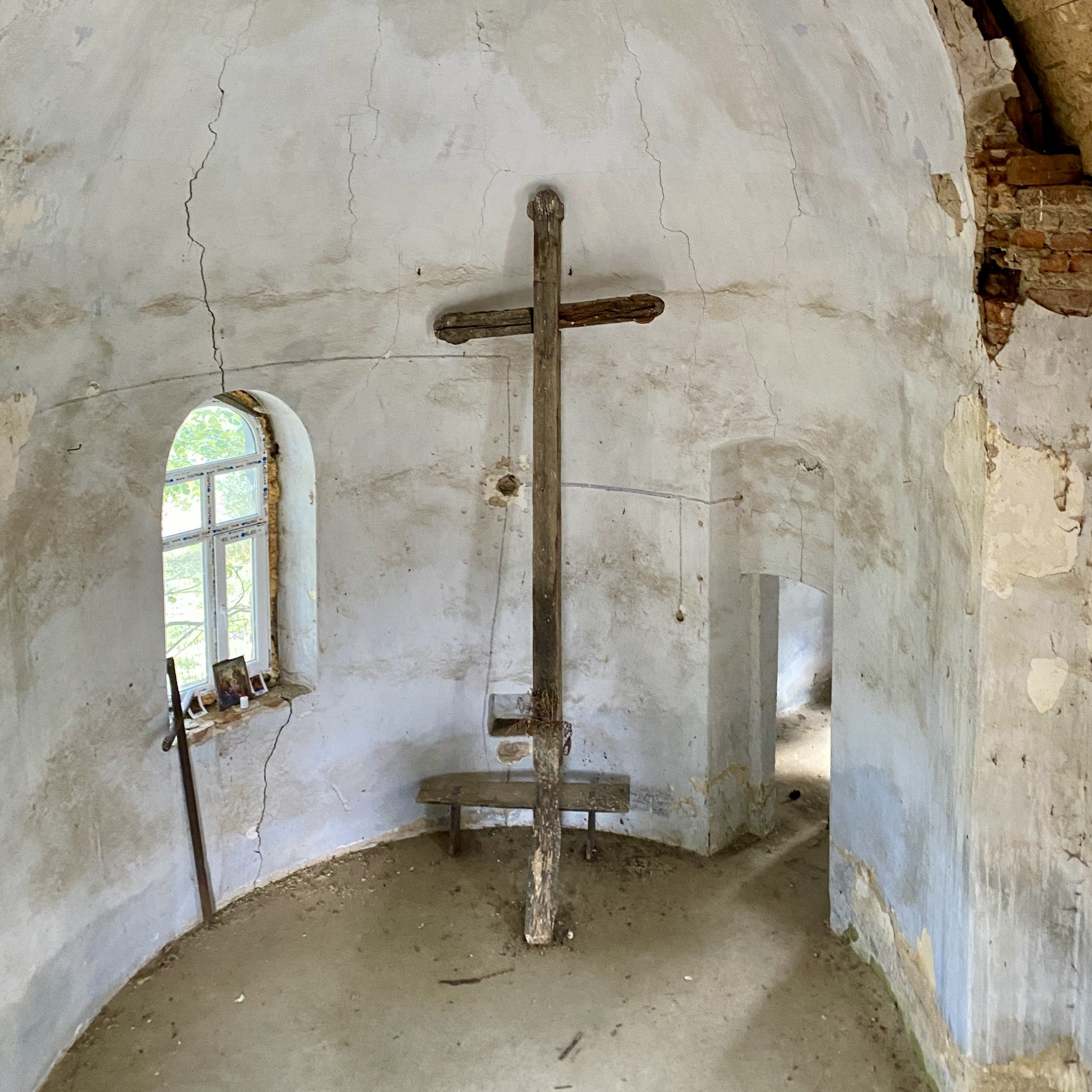
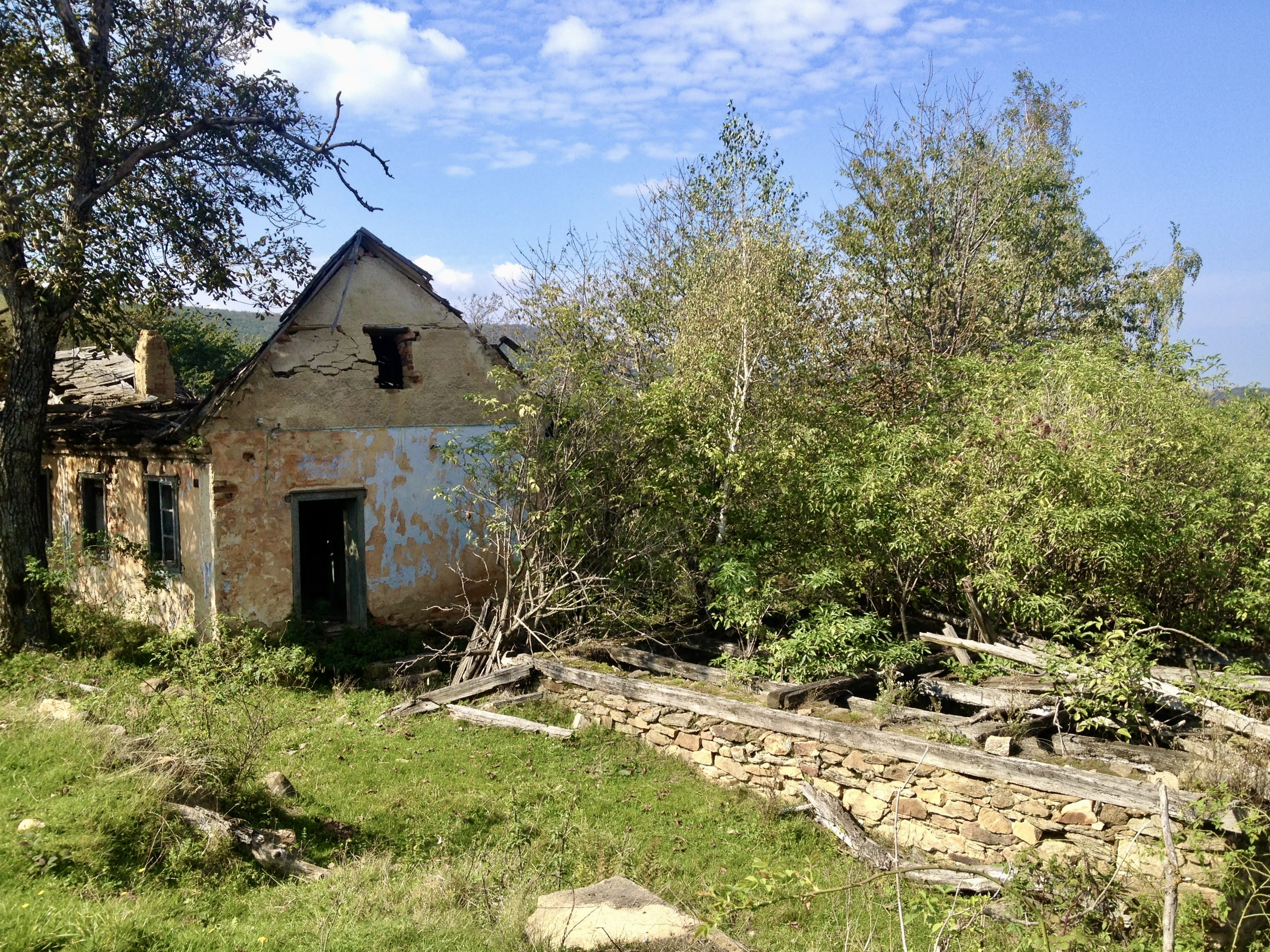
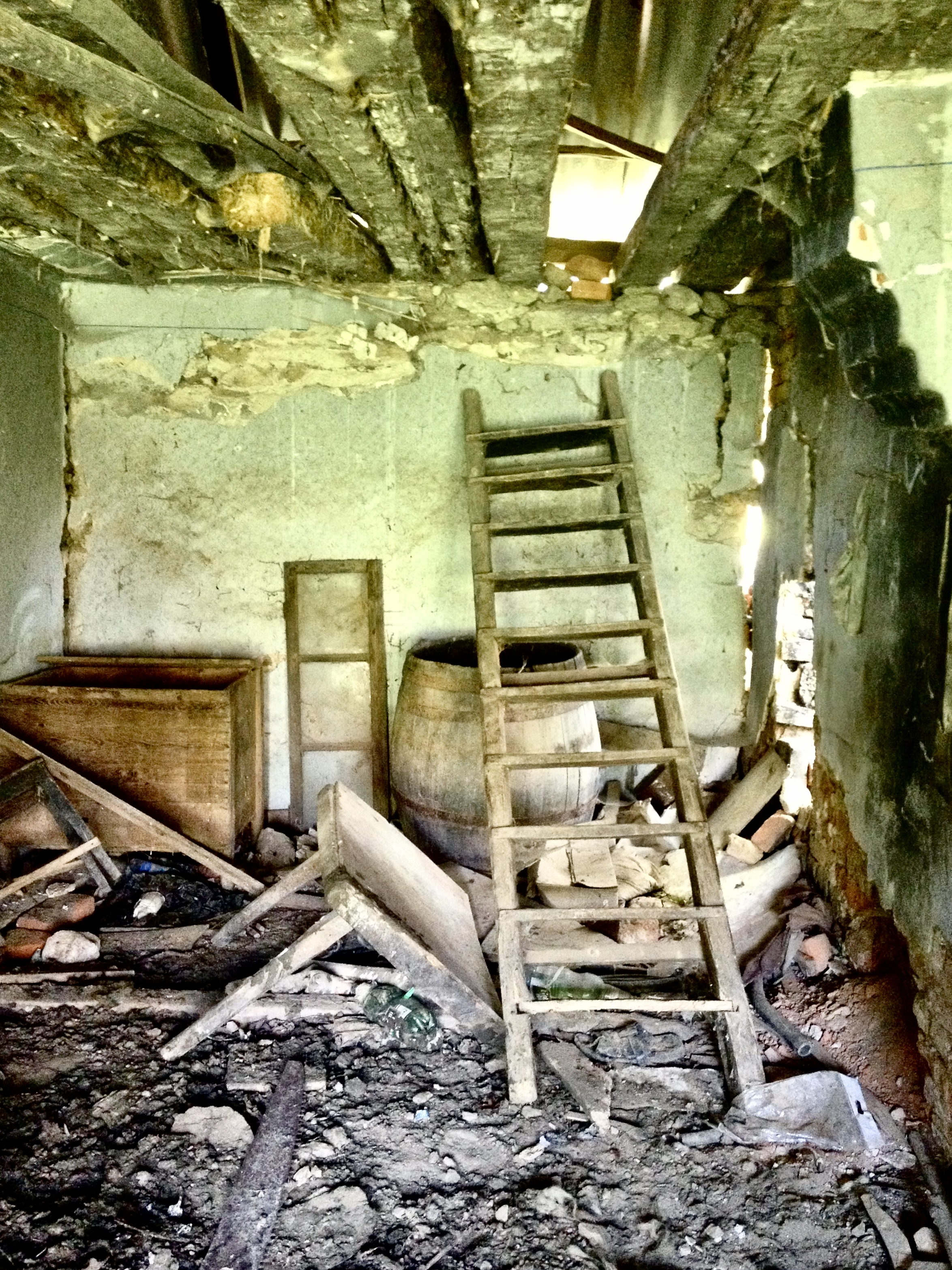
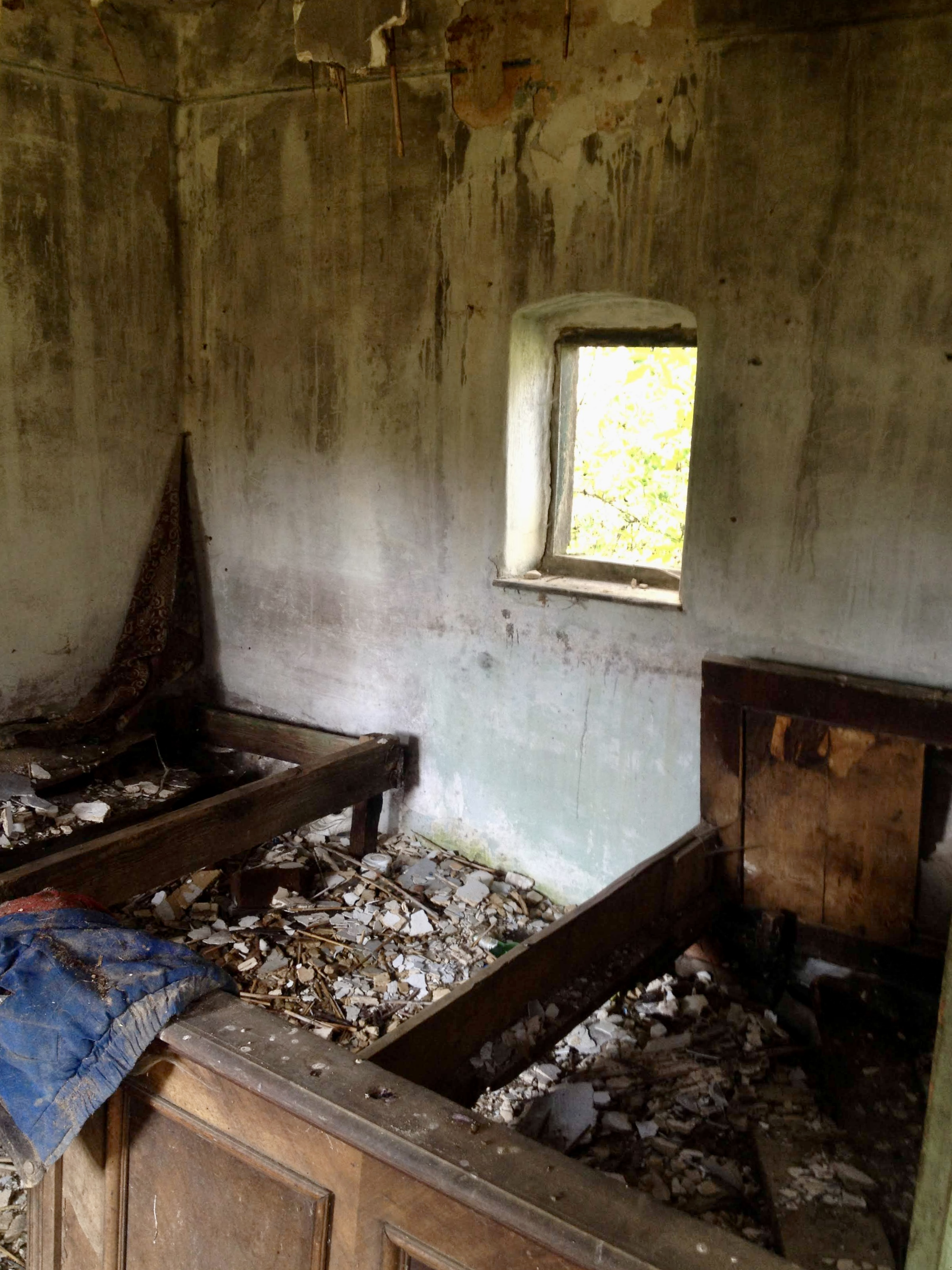
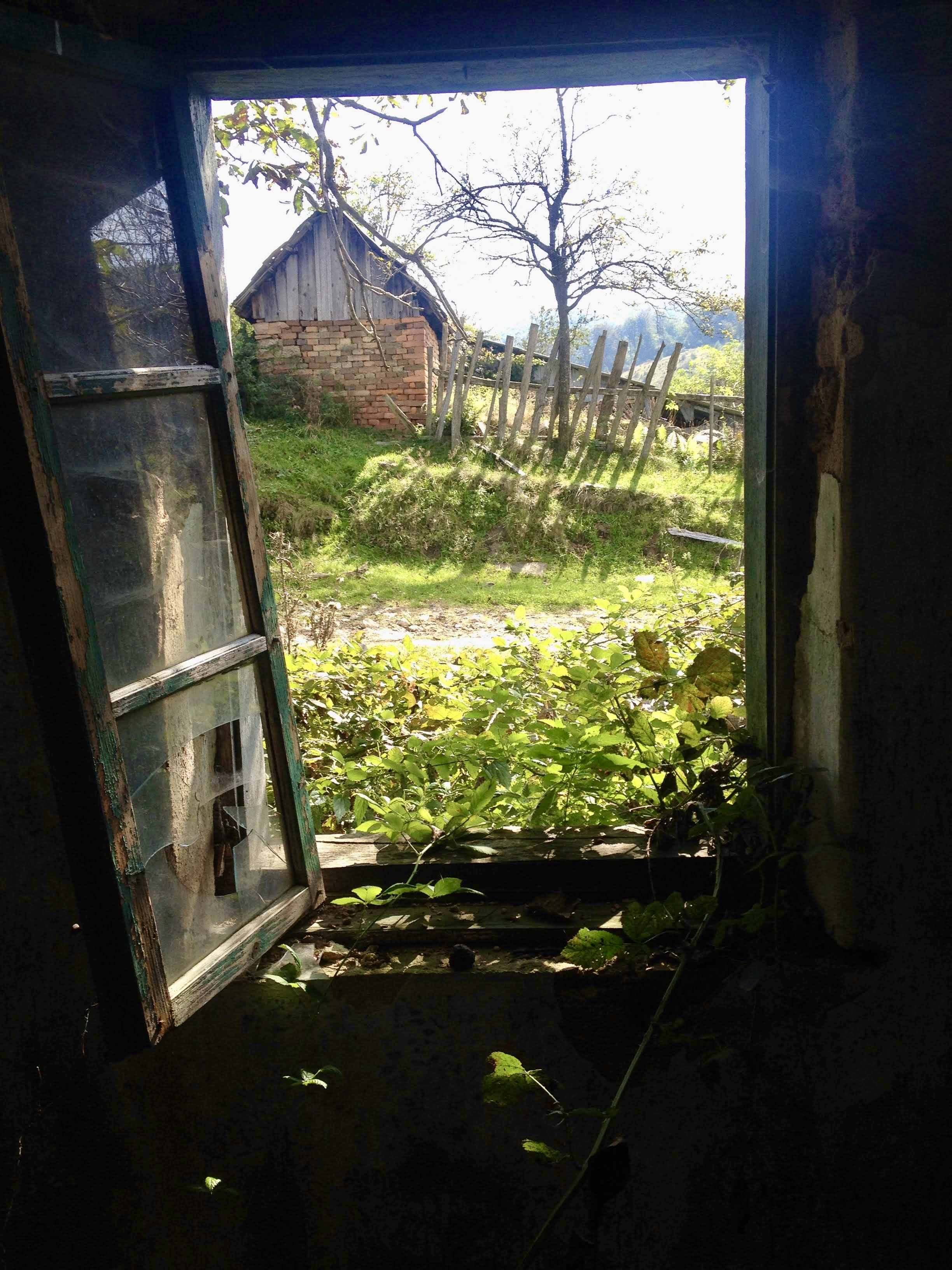
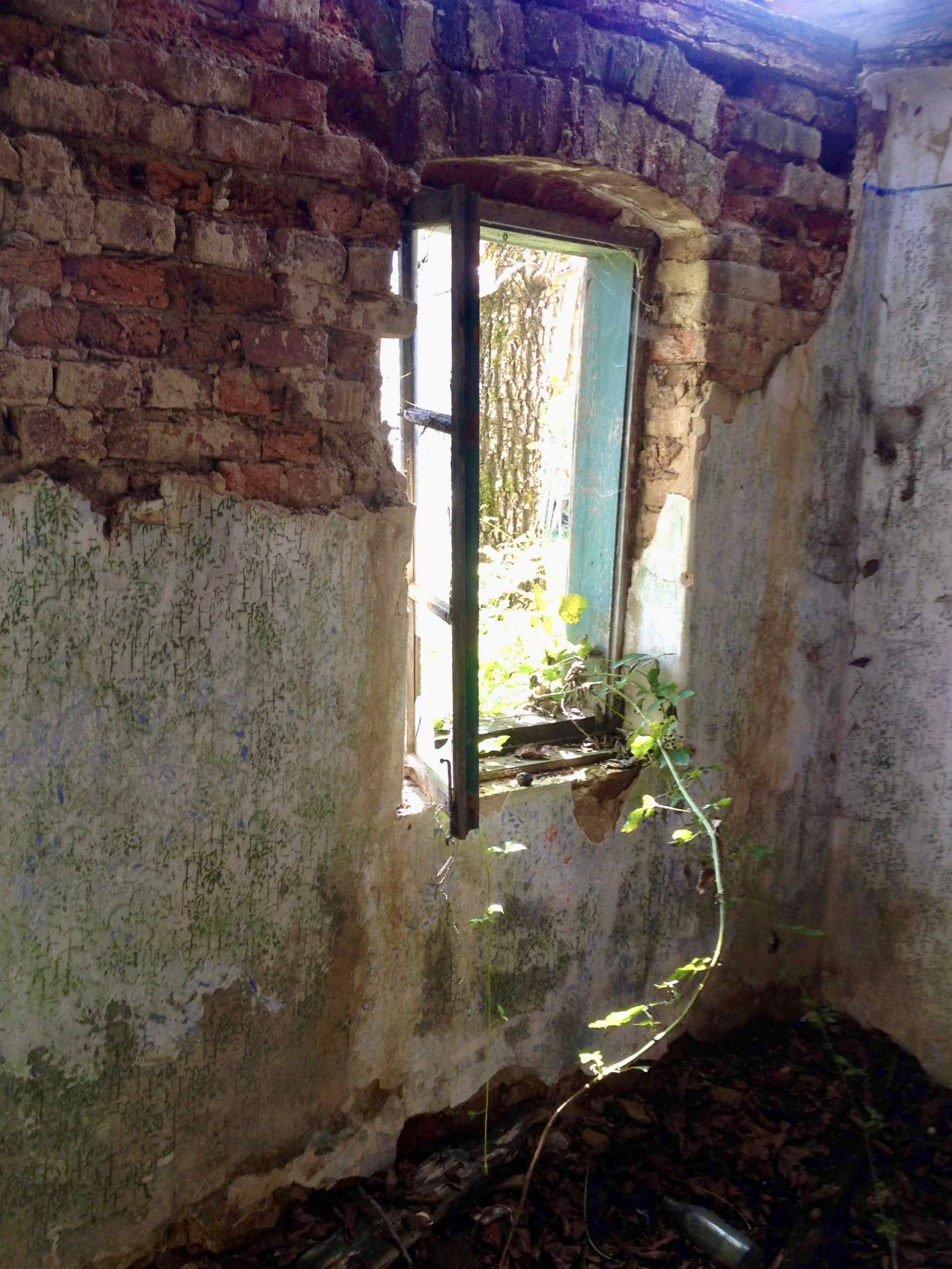
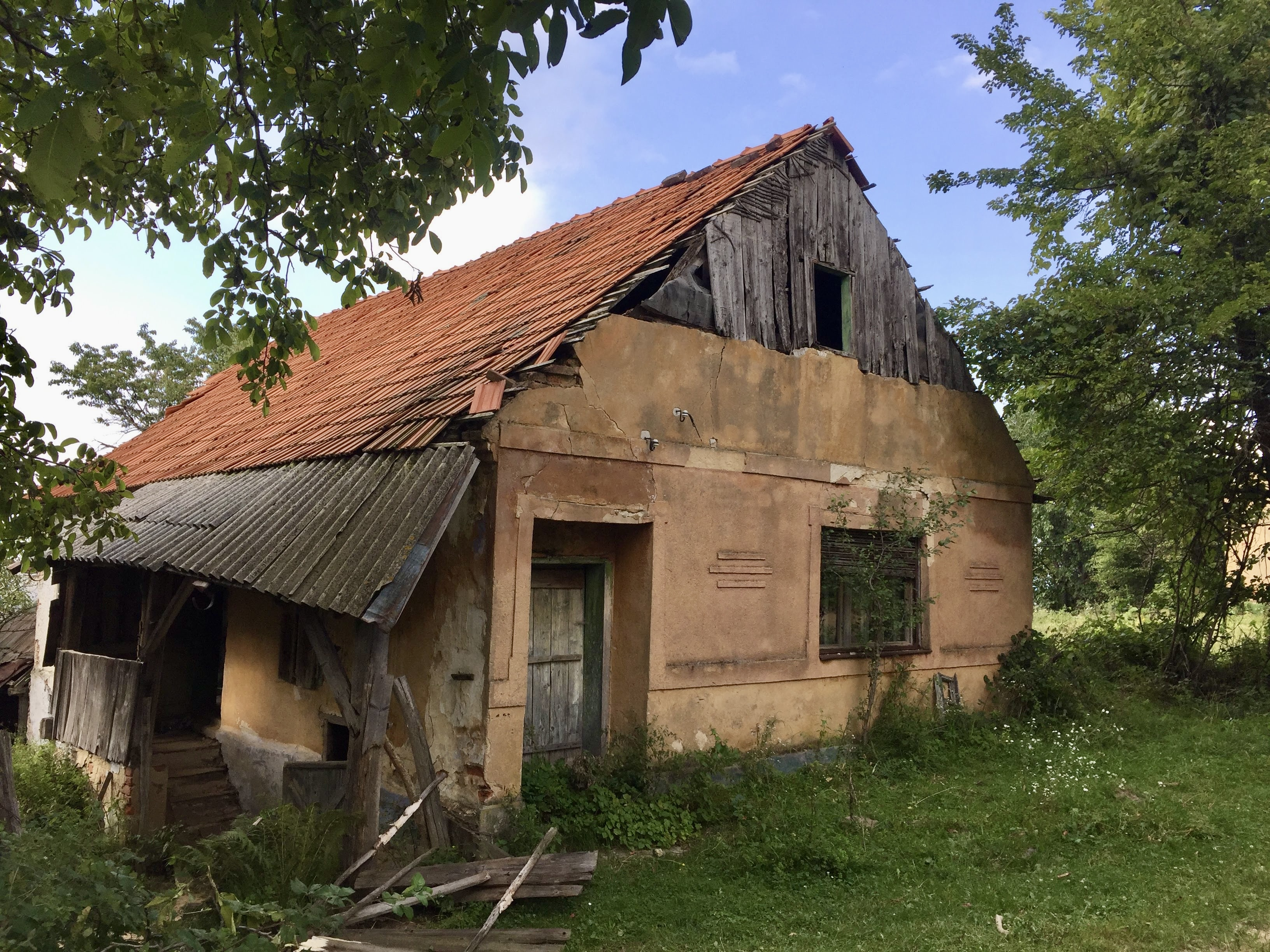
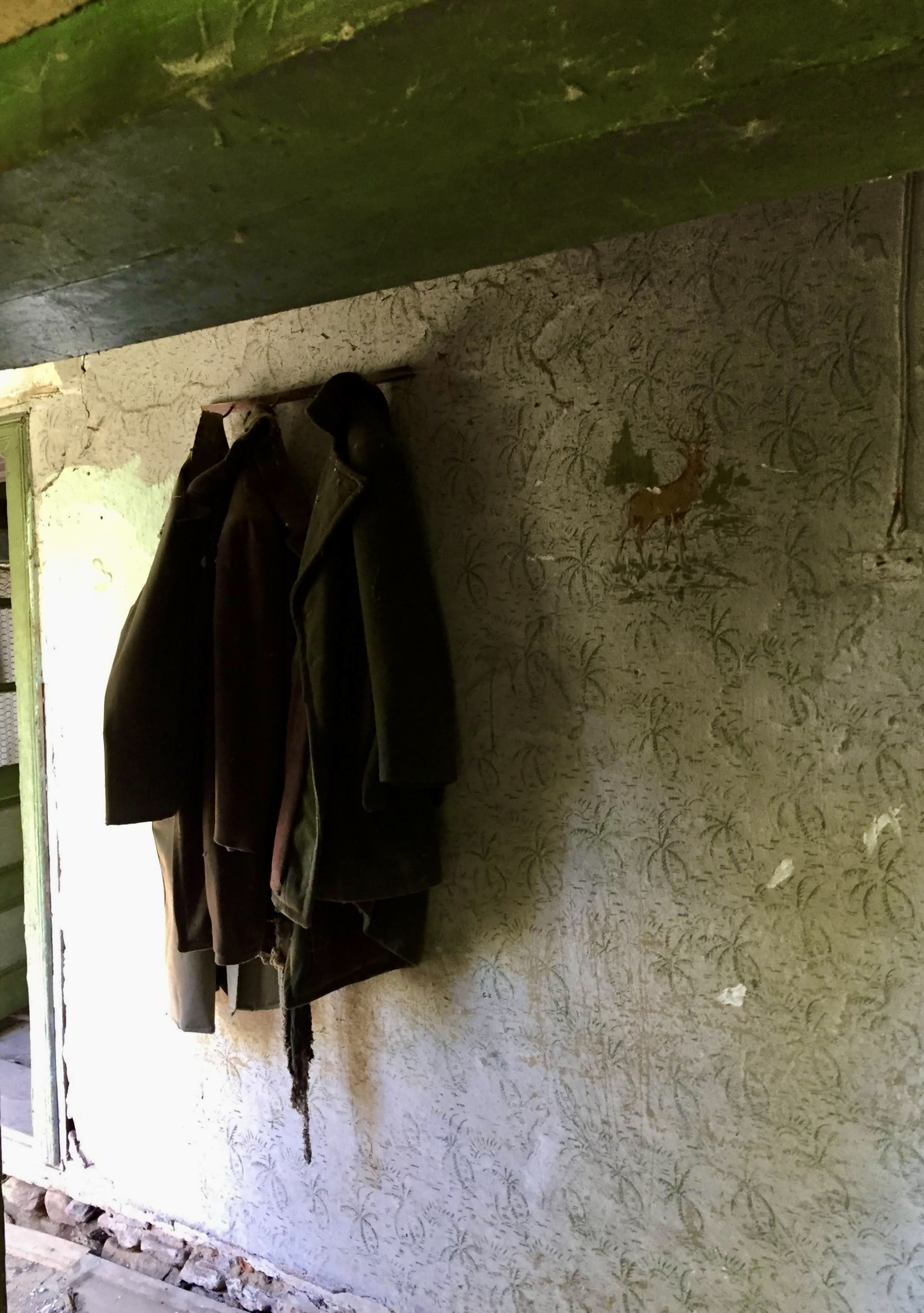
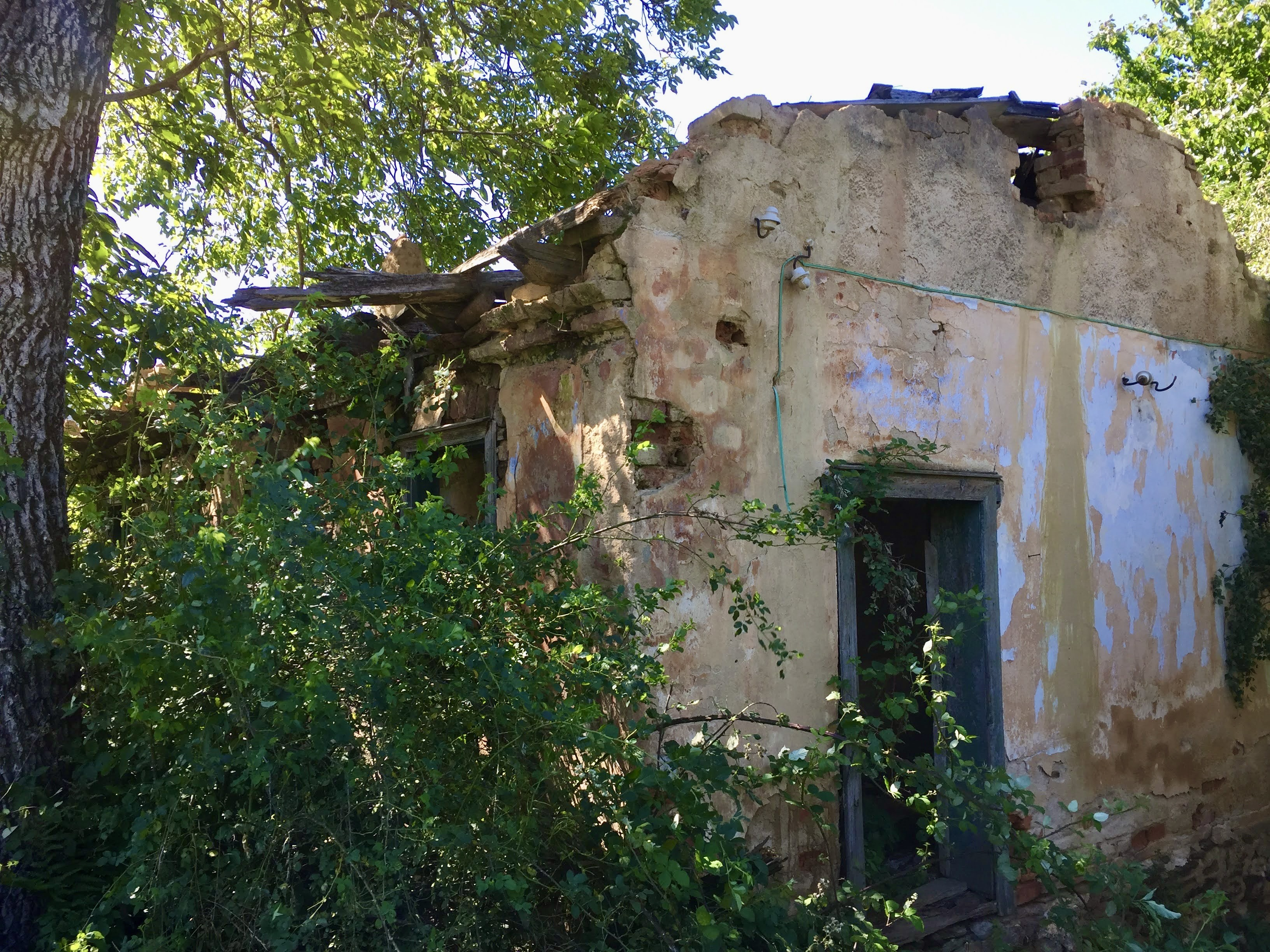

## Vezi și
- Lindenfeld, o poveste de dragoste, film românesc din 2013